# Ihsahn
Vegard Tveitan (n. 10 octombrie 1975), mai bine cunoscut sub numele de scenă Ihsahn, este solistul vocal și chitaristul formației norvegiene de black metal Emperor. Ihsahn nu a dezvăluit niciodată de la ce provine pseudonimul său. În prezent Ihsahn se concentrează exclusiv asupra proiectului său personal, formația eponimă Ihsahn.

## Biografie
Ihsahn și-a început cariera muzicală în 1990, la vârsta de 15 ani. În acest an el împreună cu Samoth au înființat formația de death metal Dark Device (ulterior Xerasia, Embryonic și Thou Shalt Suffer). În 1991 cei doi au schimbat din nou numele formației din Thou Shalt Suffer în Emperor, schimbându-și și genul muzical din death metal în black metal. Ihsahn a fost singurul membru al formației care nu a fost implicat în acțiunile Cercului Negru, deși era la curent cu ceea ce se întâmpla. Ca urmare a condamnărilor la închisoare a celorlalți trei membri, Ihsahn a rămas singur în Emperor din 1994 până în 1996, când Samoth a fost eliberat.
Cu toate că nu a făcut nimic ilegal, Ihsahn i-a susținut pe cei care au incendiat biserici, principalul motiv fiind atitudinea lui anti-creștină. Într-un interviu din 1994 Ihsahn a afirmat că e satanist:
"Da, sunt satanist. Nu aș putea spune exact de ce sunt satanist, doar să mă uit la propria mea atitudine și la propriile mele valori morale. Oricine vrea să numească asta satanism sau nu, rămâne la latitudinea lor. Pe de altă parte pentru mine nu e important cum mă etichetează lumea."
În 1995 Ihsahn împreună cu Samoth, Frost și Aldrahn au înființat formația Zyklon-B (black metal), formație care între timp s-a desființat. În 1998 Ihsahn împreună cu Ihriel, soția lui, și Lord PZ, fratele lui Ihriel, au înființat formația Peccatum (avant garde metal), formație care de asemenea s-a desființat. În 2001 Emperor s-a desființat din cauza divergențelor muzicale dintre Ihsahn și Samoth; Ihsahn prefera progressive metal, în timp ce Samoth se îndrepta spre death metal. 
În 2002 Ihsahn a câștigat "Notodden kommunes kulturpris", un premiu acordat în fiecare an de către autoritățile locale ale orașului său natal, Notodden, celor care s-au remarcat în domeniul cultural. În 2003 Ihsahn împreună cu Ihriel au înființat casa de discuri Mnemosyne Productions. În 2005 cei doi împreună cu Knut Buen, un cunoscut violonist norvegian, au înființat formația Hardingrock (folk metal). Tot în 2005 a luat naștere proiectul personal al lui Ihsahn, formația eponimă Ihsahn (progressive metal). Din 2009 Ihsahn a început să susțină concerte cu ajutorul membrilor formației Leprous; uneori, pe lângă propriile melodii, Ihsahn interpretează și melodii din repertoriul Emperor.  
Ihsahn predă lecții de chitară o dată pe săptămână la o școală din Notodden. E interesant de menționat faptul că ambii chitariști din Leprous au luat lecții de la Ihsahn.

## Discografie
cu Emperor
Informații suplimentare: Emperor#Discografie
cu Zyklon-B
- Blood Must Be Shed (EP) (1995)

cu Peccatum
- Strangling from Within (Album de studio) (1999)
- Amor Fati (Album de studio) (2000)
- Oh, My Regrets (EP) (2000)
- Lost in Reverie (Album de studio) (2004)
- The Moribund People (EP) (2005)

cu Ihsahn
- The Adversary (Album de studio) (2006)
- angL (Album de studio) (2008)
- After (Album de studio) (2010)
- Eremita (Album de studio) (2012)
- Das Seelenbrechen (Album de studio) (2013)
- Arktis. (Album de studio) (2016)
- Ámr (Album de studio) (2018)
- Ihsahn (Album de studio) (2024)

cu Hardingrock
- Grimen (Album de studio) (2007)

cu Wongraven
- Fjelltronen (Album de studio) (1995)

cu Ildjarn
- Son of the Northstar (EP) (2001)